# Stefan Vogel (Agrarsoziologe)
Stefan Vogel (* 2. Februar 1957 in Wels) ist ein österreichischer Agrarsoziologe, Agrarökonom und Hochschullehrer.

## Leben
Stefan Vogel wurde am 2. Februar 1957 in Wels geboren. Nach Ablegung der Matura an der Bundeshandelsakademie Wels im Jahr 1976 und ersten beruflichen Erfahrungen als Zeitsoldat des österreichischen Bundesheeres inskribierte er 1979 das Diplomstudium der Landwirtschaft an der Universität für Bodenkultur Wien, dessen Studienzweig Agrarökonomie er 1986 als Diplomingenieur abschloss. Nach Absolvierung des Bundesseminars für das landwirtschaftliche Bildungswesen in Wien begann er 1986 an der Bundesanstalt für Bergbauernfragen seine wissenschaftliche Berufslaufbahn als Forschungsassistent, die er noch im selben Jahr mit der Anstellung als Universitätsassistent am Institut für Volkswirtschaftslehre, Agrarpolitik und Rechtswissenschaften der Universität für Bodenkultur Wien fortsetzte. 1988 wurde er an der Universität für Bodenkultur Wien zum Doktor der Bodenkultur promoviert. Sodann inskribierte er an der Universität Wien einen Hochschullehrgang für Markt- und Meinungsforschung, den er 1991 abschloss.
1995 war Stefan Vogel Gastprofessor an der University of Missouri in Columbia, 1996 folgte ein Forschungsaufenthalt an der University of California, Davis und sodann im Jahr 1997 ein Forschungsaufenthalt an der Biotechnischen Fakultät der Universität Ljubljana. Nach seiner im Jahr 1999 erfolgten Habilitation an der Universität für Bodenkultur Wien mit Verleihung der Lehrbefugnis im Fach Agrarökonomie und Agrarsoziologie wurde er zum außerordentlichen Universitätsprofessor ernannt. Von 2000 bis 2002 war er Vorstand des Instituts für Wirtschaft, Politik und Recht der Universität für Bodenkultur Wien. Zusätzlich zu seiner Lehr- und Forschungstätigkeit an der Universität für Bodenkultur Wien war er von 2001 bis 2009 Lehrbeauftragter an der Freien Universität Bozen, von 2002 bis 2003 Lehrbeauftragter an der Universität Maribor und im Studienjahr 2006/2007 Gastprofessor an der Ohio State University in Columbus. Von 2010 bis 2012 war er Leiter des Departments für Wirtschafts- und Sozialwissenschaften der Universität für Bodenkultur Wien und von 2013 bis 2016 war er Leiter des Instituts für Nachhaltige Wirtschaftsentwicklung der Universität für Bodenkultur Wien. Sein ehrenamtliches Engagement als Forscher und Hochschullehrer umfasste Funktionen im Vorstand wissenschaftlicher Gesellschaften und Kommissionen sowie in der Förderung von Studierenden im Vorstand des Unterstützungsvereins für Studierende an der Universität für Bodenkultur Wien. Zudem war er in die organisatorische Betreuung der Blaskapelle der Universität eingebunden.
Auf der Basis thematisch vielfältiger Zusammenarbeit am Institut für Nachhaltige Wirtschaftsentwicklung der Universität für Bodenkultur Wien förderte er den Aufbau und die Entwicklung der Arbeitsgruppe „Land-, Agrar- und Umweltsoziologie“. Darüber hinaus kooperierte er langjährig mit der Bundesanstalt für Bergbauernfragen. Auf internationaler Ebene ergaben sich Kooperationen im Rahmen der wissenschaftlichen Auslandsaufenthalte und einer multilateralen internationalen Forschungskooperation zum Thema der Hofnachfolge in der Landwirtschaft. Bei der Betreuung zahlreicher Diplomarbeiten und Dissertationen war ihm die Einbindung der Studierenden in die Forschung ein großes Anliegen. Die Nutzung und Erweiterung unterschiedlicher theoretischer Ansätze, die Verbindung von Soziologie und Ökonomie, die Analyse über längere Zeiträume sowie die Anwendung und auch Verbindung von quantitativen und qualitativen empirischen Methoden waren wichtige Prinzipien seiner Forschungsarbeit. Anlässlich seiner Pensionierung am 1. Oktober 2022 wurde er mit einer Festschrift geehrt.

## Forschungsschwerpunkte
Die Forschungsschwerpunkte von Stefan Vogel sind:
- Die Haushaltsstrategien bäuerlicher Familienbetriebe mit den vielschichtigen Faktoren von Hofnachfolgeentscheidungen sowie der Erforschung von Sozialkapital und Identität und der Analyse von Initiativen und Innovationen in der Landwirtschaft als soziale Netzwerke,
- die Rolle und Situation der Frauen in der Landwirtschaft und im ländlichen Raum in Zusammenhang mit Hofnachfolge, Sozialkapital, Ehrenamt und Migration sowie
- die Umwelteinstellungen und das Umweltverhalten in der Landwirtschaft mit der Erforschung von mittel- und langfristigen sozio-ökologischen und ökonomischen Auswirkungen der Umstellung auf biologischen Landbau sowie der Analyse von Sichtweisen in Landwirtschaft und Konsum.[3]

## Auszeichnungen und Ehrungen
- 1985: Dr.-Karl-Schleinzer-Preis[1]
- 1999: Agrana-Forschungsförderungspreis[1]
- 1999: Kardinal-Innitzer-Förderungspreis für Sozial- und Wirtschaftswissenschaften[4]
- 2022: Festschrift für Stefan Vogel[5]

## Schriften (Auswahl)
- Agrartheorie und Agrarpolitik der Sozialdemokratie in Österreich. Universität für Bodenkultur Wien, Diplomarbeit, Wien 1985.
- Innovationsorientierung von Fach- und Regionalpolitik. Rahmenbedingungen und Möglichkeiten anhand einer Problemregion. Universität für Bodenkultur Wien, Dissertation, Wien 1988.
- Kooperation und Konkurrenz – Fallbeispiele bäuerlicher Innovation in einer österreichischen Problemregion. In: Agrarwirtschaft und Agrarsoziologie, Heft 1, 1995, S. 139–166.
- Farmers’ Environmental Attitudes and Behavior: A Case Study for Austria. In: Environment and Behavior, Volume 28(5), 1996, S. 591–613.
- Umweltbewußtsein und Landwirtschaft. Theoretische Überlegungen und empirische Befunde. Margraf, Weikersheim 2000, ISBN 978-3-8236-1323-7 (gedruckte Habilitationsschrift).
- mit Georg Wiesinger: Zum Begriff des bäuerlichen Familienbetriebs im soziologischen Diskurs. In: Österreichische Zeitschrift für Soziologie, Heft 1, 2003, S. 55–76.
- mit E. Robert A. Beck: Food Preferences in the global village. In: Agricultura, Volume 1(2), 2003, S. 16–18.
- mit Thomas Glauben und Hendrik Tietje: Farm succession patterns in Northern Germany and Austria. A survey comparison. Universität für Bodenkultur Wien, Department für Wirtschafts- und Sozialwissenschaften, Institut für Nachhaltige Wirtschaftsentwicklung, Diskussionspapier dp-05-2004, Wien 2004.
- Farm Succession Patterns in Austria. In: Eastern European Countryside, Heft 12, 2006, S. 67–78.
- mit Walter Schneeberger und Leopold Kirner: Intended and actual behavior of organic farmers in Austria after a five-year commitment period. In: Renewable Agriculture and Food Systems, Volume 21(2), 2006, S. 95–105.
- mit Manuela Larcher: Fördernde und hemmende Einflüsse auf Innovationen in Biobetrieben. In: Jahrbuch der Österreichischen Gesellschaft für Agrarökonomie, Band 17, 2008, S. 79–90.
- mit Anja Matscher, Manuela Larcher, Oswin Maurer: Zwischen Tradition und Moderne: Das Selbstbild der Südtiroler Bäuerinnen. In: Zeitschrift für Agrargeschichte und Agrarsoziologie, Heft 2, 2008, S. 71–84.
- mit Markus Hofreither: Die intrinsische Motivation zu wissenschaftlicher Arbeit als Problem von Universitätsorganisation und Leistungsmessung. In: Zeitschrift für Hochschulrecht, Heft 7, 2008, S. 63–69.
- mit Manuela Larcher und Oswin Maurer: Perceptions of Non-Commodity Functions of Mountain Farming in South Tyrol: A Report on Survey Results. In: Jahrbuch der Österreichischen Gesellschaft für Agrarökonomie, Band 18(1), 2009, S. 140–148.
- mit Manuela Larcher: Geschlechterspezifische Unterschiede im Hofübergabeprozess in Österreich. In: Sonderband der Österreichischen Gesellschaft für Agrarökonomie, Band 18(2), 2009, S. 67–78.
- mit Manuela Larcher: Qualitative Analysis of Household Strategies and Developments of Austrian Family Farms engaged in Organic Agriculture. In: German Journal of Agricultural Economics, Volume 59(2), 2010, S. 106–116.
- mit Reinhard Engelhart und Manuela Larcher: Sozialkapital in bäuerlichen Familien. Eine explorative Untersuchung im Bezirk St. Pölten. In: Jahrbuch der Österreichischen Gesellschaft für Agrarökonomie, Band 21(2), 2012, S. 165–174.
- mit Erwin Schmid (Hrsg.): Europäische Agrarpolitik im 21. Jahrhundert – The Common Agricultural Policy in the 21st Century. Festschrift für Markus F. Hofreither. facultas.wuv, Wien 2014, ISBN 978-3-7089-1083-3.
- mit Karin Grießmair und Manuela Larcher: Altreier Kaffee – Entwicklung der Südtiroler Produktions- und Vermarktungsinitiative als regionales soziales Netzwerk. In: Universität für Bodenkultur Wien, Department für Wirtschafts- und Sozialwissenschaften, Institut für Nachhaltige Wirtschaftsentwicklung, Diskussionspapier DP-61, Wien 2016.
- mit Christine Altenbuchner und Manuela Larcher: Effects of organic farming on the empowerment of women: A case study on the perception of female farmers in Odisha, India. In: Womens Studies International Forum, Heft 64, 2017, S. 28–33.
- mit Manuela Larcher und Reinhard Engelhart: Agricultural Professionalization of Austrian Family Farm Households – the Effects of Vocational Attitude, Social Capital and Perception of Farm Situation. In: German Journal of Agricultural Economics, Volume 68 (1), 2019, S. 28–44.
- mit Manuela Larcher: Hofnachfolgesituation in Österreich 2018 – Deskriptive Ergebnisse einer Befragung von Betriebsleiter/innen. In: Universität für Bodenkultur Wien, Department für Wirtschafts- und Sozialwissenschaften, Institut für Nachhaltige Wirtschaftsentwicklung, Diskussionspapier DP-71-2019, Wien 2019.
- mit Ulrike Tunst-Kamleitner und Manuela Larcher: Integration internationaler Zuwanderinnen in peripheren ländlichen Regionen Österreichs. Eine qualitative Analyse in Pinzgau-Pongau. In: Austrian Journal of Agricultural Economics and Rural Studies, Volume 30, 2021, S. 95–101.
- mit Theresa Matousek, Hermine Mitter, Bernadette Kropf und Erwin Schmid: Farmers‘ Intended Weed Management after a Potential Glyphosate Ban in Austria. In: Environmental Management, Volume 69(5), 2022, S. 871–886.
- mit Elisabeth Gotschi und Manuela Larcher: Rural High School Students Self-Reported Shopping Frequency for Organic Food Products: The Role of Subjective Norm, Attitudes, Cultural Preferences, School Type and Gender. In: International Journal on Food System Dynamics, Volume 14, 2023, S. 455–468.